# Boxer (transporter opancerzony)
Boxer – transporter opancerzony produkcji niemiecko-holenderskiej, produkowany przez konsorcjum ARTEC GmbH, w skład którego weszły spółki Krauss-Maffei Wegmann oraz Rheinmetall.

## Historia
Początek prac nad projektem uniwersalnego wozu bojowego miał miejsce w 1999 roku i zainicjowany został przez Niemcy, Wielką Brytanię oraz Francję, która jednak w tym samym roku opuściła program na rzecz pojazdu VBCI. W 2001 roku do projektu dołączyła Holandia, a w 2003 wycofanie z niego ogłosiła Wielka Brytania. 23 września 2009 roku pierwszy egzemplarz transportera Boxer został przekazany armii niemieckiej, gdzie otrzymał oznaczenie Gepanzertes Transportkraftfahrzeug (GTK) Boxer. Mimo to, pierwsze bojowe transportery weszły na uzbrojenie w lutym 2011 roku. W 2021 roku zakończono dostawy 405 transporterów dla Niemiec, w tym 256 transporterów piechoty, 72 sanitarki i 65 wozów dowodzenia.
W 2015 na zakup 88 pojazdów zdecydowała się Litwa, w wersji z armatą kalibru 30 mm i wyrzutniami ppk Spike. Zakupiła ostatecznie 85 kołowych bojowych wozów piechoty z wieżą Rafael Samson Mk II, nazwanych Vilkas (wilk), cztery wozy dowodzenia i dwa nauki jazdy. W 2024 roku zamówiono dalsze 27.
W lipcu 2011 roku pięć Boxerów dostarczono do niemieckiego kontyngentu w Afganistanie. W sierpniu 2011 r. niemieckie Boxery, wyposażone w dodatkowe panele pancerza i z podwyższonym stanowiskiem strzeleckim, zadebiutowały w warunkach bojowych, na misji w Afganistanie w prowincji Baghlan.
Australia zamówiła 211 pojazdów, z dostawami oczekiwanymi do 2026 roku, z czego pierwsze 25 pojazdów służy w australijskich siłach lądowych od 2021 roku. Pierwsze 25 sztuk wyprodukowano w Niemczech, reszta sztuk jest produkowana w Ipswich w Brisbane w Australii. Łącznie ma być wyprodukowanych 211 sztuk dla Australijskich Sił Zbrojnych.
Pomimo wystąpienia z programu w 2003 roku, w 2018 roku Wielka Brytania zadeklarowała wstępnie powrót, do czasu dokonania dalszych analiz, a w listopadzie 2019 roku zamówiła 525 transporterów. Pierwsze ok. 120 sztuk miało powstać w Kassel w Niemczech, a dalsze w brytyjskich zakładach w Telford. Do budowy prototypów przystąpiono w 2021 roku. W 2024 roku pierwsze pojazdy seryjne przechodziły próby odbiorcze. Przewidziano też zamówienie wersji z armatą automatyczną 30 mm i pociskami Spike, wersji z 16 wyrzutniami pocisków Brimstone i moździerza samobieżnego.